# Xenanthura bacescui
Xenanthura bacescui là một loài chân đều trong họ Hyssuridae. Loài này được Negoescu miêu tả khoa học năm 1979.